# Berenjena bonica

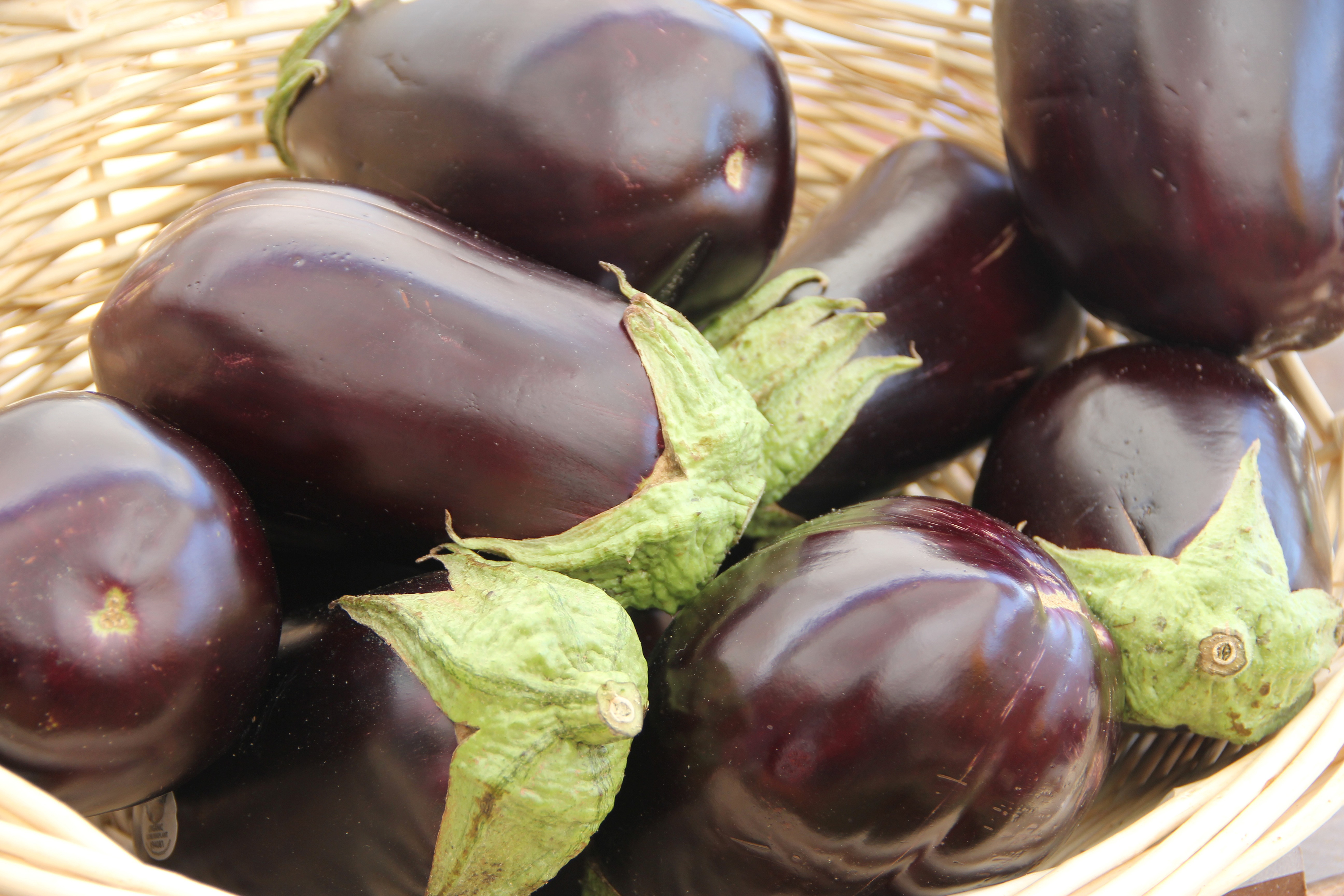
Berenjena bonica

La berenjena bonica (que en catalán significa berenjena bonita) es una variedad local que sólo se cultiva en una decena de huertas ampurdanesas.

## Características
Esta variedad de berenjena presenta una forma redondeada-ovalada y una coloración morada muy oscura y brillante. La pulpa es blanquecina, con pequeñas semillas en el interior, y tiene un característico gusto suave, nada amargo.

## Gastronomía
Esta hortaliza admite varias preparaciones, y una de las más comunes es hacerla junto con pimientos y cebolla escalivada. También es frecuente cocinarla rellena de carne y gratinada, o hacerla rebozada.

## Atributos y propiedades nutricionales
El 92 % de la berenjena es agua y por lo tanto aporta poca energía. Destaca su aportación de fibra sobre todo si también se utiliza la piel. En cuanto a los minerales, el potasio es el más abundante pero también contiene fósforo, calcio, hierro y magnesio. 
Las vitaminas más destacables son la vitamina B12 y la vitamina C.